# Magia bradului
Magia bradului (în rusă Ёлки, Yolki adică Copaci de Anul Nou) este un film rusesc de comedie din 2010 regizat de Timur Bekmambetov. Până în 2017, în seria omonimă au fost realizate șase filme. Este cea mai de succes franciză de filme non-animație din Rusia.
Filmele din serie reprezintă o tradiție rusească a  filmului de Anul Nou care au loc în perioada sărbătorilor și prezintă sentimentul speranței, al optimismului și al posibilităților asociate cu Anul Nou în cultura rusă. Alte exemple sunt filmele Ironia sorții și Ironia sorții 2 (regizate de Eldar Reazanov și respectiv de Timur Bekmambetov). De obicei, astfel de filme sunt lansate în luna decembrie, chiar înainte de începerea sărbătorilor în Rusia.

## Intrigă
Filmul are loc în 11 orașe diferite din Rusia și spune povestea unei serii de personaje diferite care se cunosc între ele pur și simplu prin coincidență. Personajele ajung în Ajunul Anului Nou în situații dificile de care nu pot scăpa decât dacă primesc ajutor, prin miracol sau prin teoria celor șase grade de separare. Conform acestei teorii, toți oamenii de pe Pământ sunt conectați prin șase strângeri de mână.
Filmul începe la Kaliningrad, ultimul oraș din Rusia care sărbătorește Anul Nou. Povestea are loc într-un orfelinat local în timpul sărbătorilor de iarnă. O fată orfană Varia, îi face pe alți copii să creadă că tatăl ei este președintele rus. Ei promit să înceteze să o hărțuiască, dacă tatăl ei o va binecuvânta cu un mesaj criptat în timpul tradiționalului mesaj televizat de Anul Nou. Nu știe ce să facă, iar prietenul ei Vova încearcă să o ajute și îi povestește despre teoria celor șase grade de separare. Personajele din film sunt un student, un hoț și legăturile lui cu polițistul care l-a prins, un șofer de taxi îndrăgostit de o celebră cântăreață pop, un om de afaceri care se grăbește la iubita sa, doi snow-boarderi. Și, de asemenea,  cu ajutorul celui care curăță zăpada din Piața Roșie, cererea micuței Varia este transmisă președintelui rus care observă mesajul criptat scris în zăpada din curtea Kremlinului.  
În Ajunul Anului Nou, expresia „Moș Crăciun îl ajută pe cei care se ajută pe sine” apare în discursul televizat al președintelui rus (Dmitri Medvedev are o apariție cameo), verificându-se astfel teoria celor șase grade de separare.

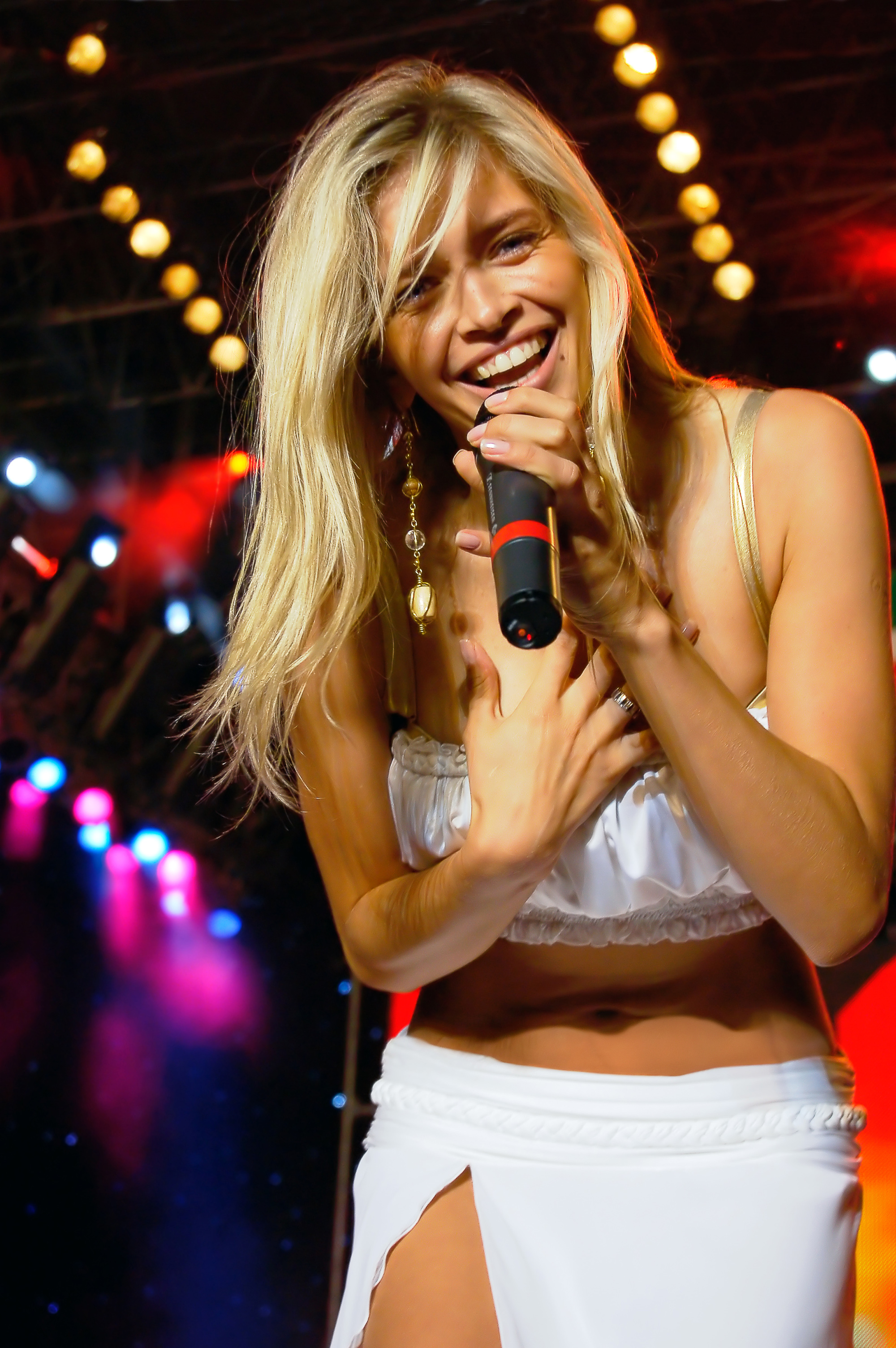
Vera Brejneva

## Distribuție
- Alina Bulynko ca Varvara
- Sergey Pokhodaev ca Vova
- Ivan Urgant ca Boris Vorobyov
- Sergey Svetlakov ca Evgeniy Pavlovici
- Elena Plaksina ca Olya
- Vera Brejneva - ea însăși
- Nikita Presnyakov ca Pasha Bondarev, șofer de taxi
- Boris Khvoshnyansky ca Fyodor
- Artur Smolyaninov ca Aleksey
- Sergey Garmash - căpitan de poliție, Valery Sinitsyn
- Ekaterina Vilkova ca Alina
- Baimurat Allaberiyev ca Yusuf
- Dmitri Medvedev  ca președinte al Rusiei (el însuși)

## Trivia
- Yolki este unul dintre singurele filme din memoria recentă în care a apărut un om de stat rus (Dmitri Medvedev).

## Continuări
Filmul a fost continuat de Magia bradului 2 în 2011 și Magia bradului 3 în 2013, majoritatea distribuției reprinzându-și rolurile, precum și un prequel denumit Magia bradului 1914 în 2014. 
Un spin-off a fost lansat în 2015, intitulat Paws, Bones &amp; Rock'n'roll. Acesta detaliază povestea câinilor care au apărut în Magia bradului 3. În 2016, filmul Magia bradului 5  a fost lansat, iar în 2017 Magia bradului 6.
În 2018, Magia bradului 3 era cel mai profitabil film al seriei. 